# Werner Schmid (Politiker)

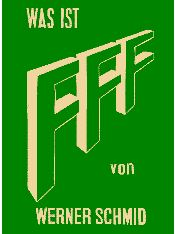
Titelseite einer von Schmid 1936 verfassten Schrift

Werner Schmid (* 6. November 1898 in Zollikon; † 29. April 1981 in Zürich) war ein Schweizer freiwirtschaftlicher Politiker (LdU, LSP). Unter dem Einfluss des Religiösen Sozialismus wurde er in den 1920er Jahren Sozialdemokrat. In den 1930er Jahren schloss er sich der Freiwirtschaftsbewegung an, für die er sowohl auf kommunaler als auch auf nationaler Ebene in verschiedenen Ämtern politisch tätig war. Ihr widmete er auch einen Grossteil seiner schriftstellerischen Arbeit.

## Leben
Werner Schmid war ein Sohn des Ingenieurs Gottfried Schmid und dessen Ehefrau Martha, geborene Wirth. Nach der Matura absolvierte er ein Pädagogikstudium am Zürcher Lehrerseminar und betätigte sich daneben als Schauspieler und Theaterkritiker. Von 1924 bis 1928 unterrichtete er an einer Primarschule in Wetzikon und von 1928 bis 1956 in Zürich. 
In Zürich lernte er den evangelisch-reformierten Theologen Leonhard Ragaz kennen und öffnete sich unter dessen Einfluss dem Religiösen Sozialismus. Er schloss sich der Sozialdemokratischen Partei der Schweiz an, wurde zum engagierten Pazifisten und Gegner der nationalsozialistischen Ideologie.
In den 1930er Jahren lernte Werner Schmid die von Silvio Gesell begründete Freiwirtschaftsbewegung kennen und schloss sich ihr an. Im Vorwort seiner 1954 veröffentlichten Gesell-Biographie schreibt Schmid: «Die Begegnung mit dem Werke Gesells waren für mich eine Offenbarung. Das Hohelied der Freiheit und der Gerechtigkeit, das mir daraus entgegenklang, wirkte wie eine Fanfare.» Seine Veröffentlichungen ab 1937 sowie seine kommunal- und landespolitische Arbeit ab 1942 thematisierten Gesells Natürliche Wirtschaftsordnung auf unterschiedliche Weise.
Im Jahr 1956 verliess Schmid den Schuldienst und wurde zum Leiter des Büros gegen Amts- und Verbandswillkür, eine von Gottlieb Duttweiler initiierte Einrichtung des Migros-Genossenschafts-Bundes, berufen. Dies war erstaunlich, da er mit dem Migros-Gründer über zwei Jahrzehnte eine scharfe öffentliche Kontroverse geführt hatte. Im Migros-Magazin Wir Brückenbauer hiess es im Rückblick auf seine Tätigkeit: «Mit Feuereifer nahm er sich bedrängter Menschen an und verhalf ihnen gegen Behördenwillkür zu ihrem Recht – ein schweizerischer Ombudsmann auf privater Grundlage.»
Schmids eigentliche politische Wirksamkeit begann 1942. Über den Landesring der Unabhängigen wurde er für vier Jahre in den Zürcher Gemeinderat gewählt. 1943 erhielt er einen Sitz im Zürcher Kantonsrat, den er ebenfalls vier Jahre innehatte; von 1959 bis 1965 gehörte er dem Kantonsrat Zürich erneut an. Von 1947 bis 1951 amtierte Schmid für die Liberalsozialistische Partei (LSP) und von 1962 bis 1971 für den Landesring der Unabhängigen als Schweizer Nationalrat. Seine politischen Schwerpunktthemen waren der Einsatz für eine humane Flüchtlingspolitik, die Forderung eines neuen Bodenrechts sowie das Engagement für eine Liberalisierung der Wechselkurse. Daneben setzte er sich international für den Schutz politischer Häftlinge ein und veranlasste den Schweizer Bundesrat, eine entsprechende Konvention in die Wege zu leiten.
Nach 1963 wirkte Werner Schmid als freier Schriftsteller und Journalist. Er veröffentlichte unter anderem Leitartikel zur Aussen-, Währungs- und Konjunkturpolitik in den Zeitschriften Die Freiwirtschaftliche Zeitung und Freies Volk. In dieser Zeit entstanden auch die Biographien seiner politischen Wegbegleiter Fritz Schwarz, Gottlieb Duttweiler und Hans Bernoulli.
Verheiratet war Werner Schmid seit 1924 mit Elisabetha Klara Ayasse.

## Würdigungen
Werner Schmid erhielt zweimal den Hans-Bernoulli-Preis. 1975 wurde er zum Ehrenmitglied der Internationalen Liga für Menschenrechte ernannt.

## Veröffentlichungen (Auswahl)
- Was ist FFF? Festwährung, Freigeld, Freiland. Erschienen in der Schriftenreihe des Schweizer Freiwirtschaftsbundes. Pestalozzi-Fellenberg-Verlag, Bern 1936 (online / 3. Auflage 1937).
- Duttweiler – durchleuchtet! Scheuch-Verlag, Zürich 1937.
- Das Programm der Freiheit in Politik, Wirtschaft und Kultur. Mit einem Vorwort von J. B. Rusch. Verlag Der Aufbruch, Zürich / New York 1940.
- Schweizerische Außenpolitik – gestern, heute und morgen. Verlag Freies Volk, Bern 1945.
- Die Geschichte des Schweizerfrankens. Verlag Freiwirtschaftlicher Schriften, Bern 1948.
- Die Kappeler Milchsuppe. Eine Spiegel-Seite für Werner Schmid. In: Der Spiegel, Heft 16, 17. April 1948.
- Ziel und Weg des liberalen Sozialismus. Verlag Freiwirtschaftlicher Schriften, Bern 1949.
- Silvio Gesell. Die Lebensgeschichte eines Pioniers. Verlag Freiwirtschaftlicher Schriften, Bern 1954.
- Vorwiegend heiter. Kleine Episoden aus meinem Leben. Verlag der Liberalsozialistischen Partei (LSP): Bern 1969
- Fritz Schwarz – Lebensbild eines Volksfreundes. Verlag der Liberalsozialistischen Partei (LSP), Bern 1973.
- Hans Bernoulli. Städtebauer. Politiker. Weltbürger. Verlag Peter Meili + Co., Schaffhausen 1974.
- Der Ombudsmann in Kanada. Eine rechtsvergleichende Untersuchung. Schulthess-Verlag, Zürich 1976.